# Vlădeni (okręg Botoszany)
Vlădeni – wieś w Rumunii, w okręgu Botoszany, w gminie Vlădeni. W 2011 roku liczyła 1223 mieszkańców.